# Vanitas (Anaal Nathrakh)
Vanitas è il settimo album in studio del gruppo extreme metal britannico Anaal Nathrakh, pubblicato nel 2012.

## Tracce
1. The Blood-Dimmed Tide – 3:20
2. Forging Towards the Sunset – 3:46
3. To Spite the Face – 4:03
4. Todos Somos Humanos – 4:14
5. In Coelo Quies, Tout Finis Ici Bas – 4:32
6. You Can't Save Me, So Stop Fucking Trying – 3:02
7. Make Glorious the Embrace of Saturn – 2:42
8. Feeding the Beast – 4:59
9. Of Fire, and Fucking Pigs – 3:01
10. A Metaphor for the Dead – 4:19

## Formazione

### Gruppo
- Dave Hunt (aka V.I.T.R.I.O.L.) – voce
- Mick Kenney (aka Irrumator) – chitarra, basso, programmazioni, produzione

### Altri musicisti
- Dave Nassie – chitarra (traccia 5)
- Steeve Hurdle – chitarre (8)
- Elena Vladi – voce (6)
- Niklas "Kvarforth" Olsson (Shining) – voce (4)